# Club Deportivo Universitario (Panama)
Il Club Deportivo Universitario, meglio conosciuto come Chorrillo, è una società calcistica panamense con sede nella città di El Chorrillo. Milita nella Asociación Nacional Pro Fútbol, la massima divisione del campionato panamense.
La squadra ha vinto per tre volte il campionato nazionale.

## Storia
Il Chorrillo è stato fondato nel 1974 per impedire ai giovani di essere coinvolti in attività criminali. Hanno ottenuto la promozione per la prima volta nel 2001 battendo il Pan de Azúcar 2-1 in un playoff promozione. Questo fu il loro secondo tentativo di promozione, il primo si concluse con una sconfitta ai rigori contro il Municipal de Colón.
Il club ha vinto il suo primo titolo nel 2011 vincendo il campionato Apertura contro il Plaza Amador per 4–1. Hanno vinto un altro titolo, Clausura 2014 e successivamente Apertura 2017, oltre a due secondi posto.
Nel 2018, i problemi finanziari hanno costretto il Chorillo a fondersi con il CD Centenario e l'Universidad Latina di Panama. Il nuovo nome concordato fu Club Deportivo Universitario. Parti dell'accordo includevano che la squadra sarebbe stata trasferita nel quartiere El Chorrillo di Panama, la costruzione del nuovo stadio sarebbe stata completata alla fine di marzo 2019. Il club ha festeggiato i suoi 100 anni nel 2017.

## Colori e simboli

### Colori
I colori della maglia del Chorrillo sono il giallo ed il bianco.

### Simbolo
Il distretto di El Chorrillo fu pesantemente bombardato dall'esercito degli Stati Uniti durante l'operazione Just Cause. Il club ha adottato l'emblema della fenice per simboleggiare la ripresa del distretto. [5]

## Strutture

### Stadio
Lo stadio di casa del Chorrillo è lo Estadio Maracaná di Panama. È stato inaugurato nell'aprile 2014 e ha una capacità di 6.000. È lo stadio di casa anche del Club Deportivo Plaza Amador. Prende il nome dal leggendario stadio Maracanã di Rio de Janeiro, in Brasile. Sarà utilizzato per ospitare le partite durante la Coppa del Mondo femminile FIFA U-20 del 2020.

## Allenatori
- 2005-2007  Carlos García Cantarero
- 2008  Carlos Flores
- 2009  José Alfredo Poyatos
- 2009-2010  Félix Quiñones[8]
- 2010-2011  Miguel Mansilla[9]
- 2011-2013  Luis Maughn[10]
- 2013  José Alfredo Poyatos
- 2013-2014  César "Chino" Morales
- 2014-2015  Julio Medina III
- 2015-...  Mike Stump

## Palmares
- Asociación Nacional Pro Fútbol (3):

2011 (A), 2014 (C), 2017 (A)

## Organico

### Rosa 2020-2021
| N. |                      | Ruolo | Calciatore          |
| -- | -------------------- | ----- | ------------------- |
| 12 | Panama (bandiera)    | P     | Juan Loaiza         |
| 99 | Panama (bandiera)    | P     | Óscar McFarlane     |
| 3  | Colombia (bandiera)  | D     | Dámaso Pichón       |
| 4  | Panama (bandiera)    | D     | Kadir Evans         |
| 6  | Panama (bandiera)    | D     | Roberto Meneses     |
| 18 | Panama (bandiera)    | D     | Daniel Ortíz        |
| 21 | Argentina (bandiera) | D     | Santiago San Martín |
| 23 | Panama (bandiera)    | D     | Eric Vásquez        |
| 27 | Panama (bandiera)    | D     | Kevin Calderón      |
| 30 | Panama (bandiera)    | D     | Richard Peralta     |
| 44 | Panama (bandiera)    | D     | Manuel Gamboa       |
| 2  | Colombia (bandiera)  | C     | Daniel Santa        |
| 5  | Panama (bandiera)    | C     | Leonel Triana       |

| N. |                       | Ruolo | Calciatore                  |
| -- | --------------------- | ----- | --------------------------- |
| 7  | Panama (bandiera)     | C     | Jadir Anaya                 |
| 8  | Panama (bandiera)     | C     | Luis Pereira                |
| 11 | Panama (bandiera)     | C     | Jorge Méndez                |
| 14 | Panama (bandiera)     | C     | Jean Montenegro             |
| 70 | Panama (bandiera)     | C     | Josiel Núñez                |
| 9  | Panama (bandiera)     | A     | Sergio Moreno               |
| 10 | Panama (bandiera)     | A     | Luis Tejada                 |
| 16 | Costa Rica (bandiera) | A     | Erick Zúñiga                |
| 18 | Panama (bandiera)     | A     | Alfredo Stephens (capitano) |
| 19 | Panama (bandiera)     | A     | Jair Catuy                  |
| 24 | Panama (bandiera)     | A     | Marcos Holmes               |
| 43 | Panama (bandiera)     | A     | Víctor Medina               |